# Сахно Руслан Вікторович
Русла́н Ві́кторович Сахно́ (1996—2023) — український військовослужбовець, учасник російсько-української війни.

## Життєпис
Народився 2 квітня 1996 року в селі Бондарі Конотопського району Сумської області. Навчався у місцевій школі, потім у Конотопському вищому професійному училищі. Деякий час працював за кордоном. У 2018 році почав проходити строкову службу, отримав посаду снайпера. Після звільнення зі служби працював у ТОВ «Нова пошта». В серпні 2022 року був мобілізований, служив у 517 батальйоні «Гайдамаки» 1 окремої бригади спеціального призначення.
Загинув 29 липня 2023 року поблизу населеного пункту Ямпіль Донецької області.
Без Руслана лишились мама Віра Олексіївна, наречена Юлія, сестра.
Похований 5 серпня 2023 року в селі Бондарі Бочечківської громади.

## Нагороди і вшанування
- Орден «За мужність» III ступеня (2023, посмертно)[3].
- Нагрудний знак «Золотий хрест».